# Långtjärnen (Håsjö socken, Jämtland)
Långtjärnen är en sjö i Bräcke kommun i Jämtland och ingår i Ljungans huvudavrinningsområde.